# گئورگی ژیکیا
گئورگی ژیکیا (روسی: Георгий Тамазович Джикия؛ زادهٔ ۲۱ نوامبر ۱۹۹۳) بازیکن فوتبال اهل روسیه است.
از باشگاه‌هایی که در آن بازی کرده‌است می‌توان به باشگاه فوتبال آمکار پرم، باشگاه فوتبال اسپارتاک نعلچیک، باشگاه فوتبال کازانکا مسکو، و باشگاه فوتبال اسپارتاک مسکو اشاره کرد.
وی همچنین در تیم ملی فوتبال روسیه بازی کرده‌است.